# Фороз (месторождение)
Фороз — крупное месторождение природного газа в Персидском заливе. Расположено в 30 км юго-восточнее острова Киш (территориальные воды Ирана). Открыто в июле 2010 года.
Геологические запасы природного газа, согласно данным геологоразведки, превышают 700 млрд м³; в том числе, запасы газоконденсатных жидкостей оцениваются в 288 млн м³. Предполагается, что разработка месторождения даст добычу примерно 70 млн м³ газа в сутки.